# 下圖拉
58°37′N 59°50′E / 58.617°N 59.833°E
下圖拉（俄语：Ни́жняя ́Тура）是俄羅斯斯維爾德洛夫斯克州西部的一個城市，位於圖拉河畔。2023年人口17,985人。
下圖拉於1754年建立，1949年正式設市。